# Reacción en cadena

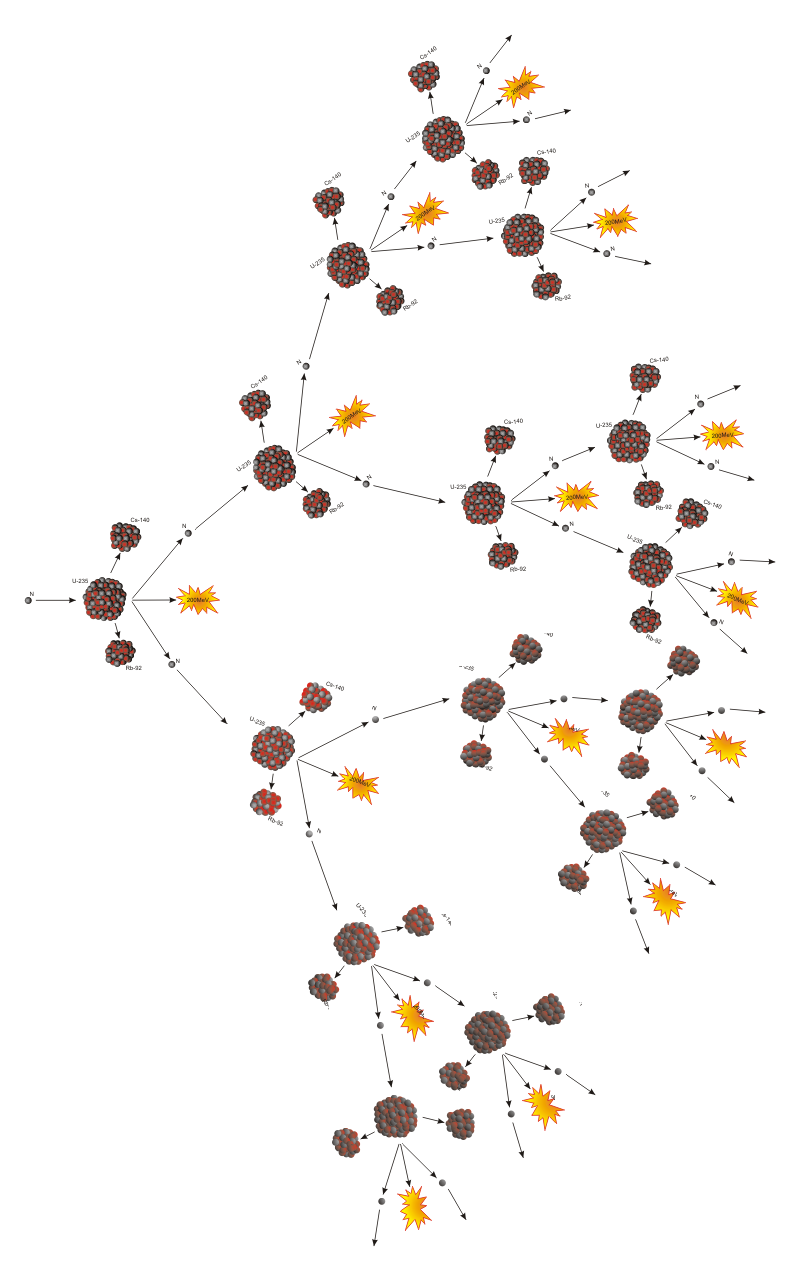
Esquema de una reacción en cadena.

Una reacción en cadena es una secuencia de reacciones en las que un producto o subproducto reactivo produce reacciones adicionales en un efecto cascada.
Ejemplos:
- La reacción en cadena de la fisión por neutrones libres: dos neutrones más un átomo fisionable provocan una fisión que da lugar a un número mayor de neutrones libres que los que se consumieron en la reacción inicial.[2]
- Reacciones químicas en que uno de los productos de la reacción es una partícula reactiva que puede provocar otras reacciones parecidas.[3] Por ejemplo, a cada paso de la reacción en cadena de H2 + Cl2 se consume una molécula de H2 o de Cl2 y un radical libre H· o Cl·, generándose una molécula de HCl y otro radical libre.